# Acontias aurantiacus
Acontias aurantiacus — вид сцинкоподібних ящірок родини сцинкових (Scincidae). Ендемік Мозамбіку.

## Підвиди
Виділяють три підвиди:
- Acontias aurantiacus aurantiacus (Peters, 1854) — прибережні райони на півдні Мозамбіку, від річки Саве на південь до Мапуту, на захід до національного парка Банхін;
- Acontias aurantiacus bazarutoensis Broadley, 1990 — острів Базаруто[en];
- Acontias aurantiacus carolinensis Broadley, 1990 — острів Санта-Кароліна[en].

## Поширення і екологія
Acontias aurantiacus мешкають в прибережних районах на півдні Мозамбіку та на сусідніх островах. Вони живуть в чагарникових заростях, що ростуть на прибережних піщаних дюнах та на піщаних ґрунтах, серед опалого листя і верхнього шару піска.